# 天主教达文波特教区
天主教達文波特教區（拉丁語：Dioecesis Davenportensis）是美國一個羅馬天主教教區，屬迪比克總教區。成立於1881年6月14日。
範圍包括艾奧瓦州東南部共廿二縣，教座位於達文波特。2006年有教友104,419人（佔轄區總人口13.9%）、八十四個堂區、111名司鐸。現任教區主教馬爾定·若望·亞毛斯。